# せみ (パチスロ)
せみは2007年にオルカが開発、販売した5号機のパチスロ機。保通協における型式名は「イチマイガケ」。

## 概要
パチスロ史上初めて、常に1枚掛けで遊戯する機種である。そのためメダル持ちが非常に良く、1,000円で平均140ゲーム回すことができる。

## システム
- 設定は1～6の6段階。
- ボーナスは払い出し枚数の違うビッグボーナスが3種類。
  - V・V・1ラウンド揃い :純増10枚。
  - V・V・11ラウンド揃い :純増110枚。
  - V・V・41ラウンド揃い :純増410枚。